# 구도 기요카즈
구도 기요카즈(일본어: 久藤 清一, 1974년 6월 21일 ~ )는 일본의 전 축구 선수이다.

## 구단 경력
1993년 J1리그의 주빌로 이와타에 입단하였다. 1997년과 1999년 2번의 J1리그 우승을 차지하였다. 2000년 세레소 오사카로 이적했다. 2006년 아비스파 후쿠오카로 이적했다. 2010년후 현역 은퇴.

## 지도자 경력
2019년 아비스파 후쿠오카의 감독으로 취임하였다.